# 深谷知広
深谷 知広（ふかや ともひろ、1990年1月3日 - ）は、競輪選手。愛知県安城市出身。日本競輪学校（当時。以下、競輪学校）第96期卒業。日本競輪選手会静岡支部所属。師匠は金子貴志。身長169cm、体重90kg。

## 来歴

### 競輪選手デビュー前
軽自動車からスーパーカーまで車が好きで、競輪選手を目指したきっかけも小学生の時に、競輪ファンの父親から「競輪選手になったら、あの車買えるぞ!」と言われたことだという。
師匠と同じ出身校である桜丘高校在学中の2007年8月7日、メキシコ・アグアスカリエンテスで開催されたジュニア世界選手権自転車競技大会の1kmタイムトライアルにおいて、1分05秒238のジュニア日本新記録を樹立。また、同年に開催された第62回国民体育大会・少年スプリントで優勝。2008年4月、奈良競輪場で行われた第28回アジア自転車競技選手権大会のジュニア部門において、のちに競輪学校で同期となる雨谷一樹らとともに個人スプリント、チームスプリント、ケイリンの短距離三冠を達成。

### 史上最速・無敗でのS級特進
2008年5月、競輪学校に第96期生として入学。最終的に校内順位2位という好成績で競輪学校を卒業。2009年7月22日、ホームバンクである豊橋競輪場でデビュー戦を迎え、2着選手に大差をつける圧勝劇を演じた。また、23日の準決勝、24日の決勝も勝ち、この開催の完全優勝を達成。その後、名古屋、岸和田でも完全優勝を果たし、上原龍（95期）に続いて、2008年にA級チャレンジ制度が設けられてから史上2人目となる、無敗のA級2班（A2）特別進級（以下、特進と表記）を果たした。
さらにA級に昇進してからも、名古屋、福井で完全優勝を果たし、続く大津びわこ競輪場での開催で、菊地圭尚（89期）が持つ、デビューからのS級特進最短記録89日の更新に期待がかかった。前2日間とも1着で勝ち上がった深谷は、同年9月15日に行われたA級決勝戦において、2着に大差をつける圧勝劇を演じて、新制度導入以降前人未到のデビューから無敗で6場所連続完全優勝（無敗記録18）を達成。デビューからわずか56日でS級特進を決めた。また、1990年生まれ平成生まれの競輪選手としては、初のS級昇格となった。
その後、11月11日開幕の大垣FI戦でS級デビューを迎え、初日、2日目と連勝。しかし同月13日に行われた決勝戦でゴール寸前、榊枝輝文に交わされ、連勝記録は20でストップした。また、2009年10月に境川自転車競技場で行われた、全日本自転車競技選手権大会・個人スプリントを優勝。
2010年、4月にルーキーチャンピオンレース（武雄競輪場）優勝。高松宮記念杯でGIデビューを果たし、競輪祭（小倉競輪場）でGI初優出（7着）。12月28日に行われたヤンググランプリ（立川競輪場・GII）では、バック付近8番手の位置から、2センター付近で捲り追い込みを試み、ゴール直前で前団勢をまとめて交わし優勝。デビューから1年159日であり、史上最速での達成（当時）であった。

### 史上最速のGI制覇
2011年よりS級1班に昇班し、直後初のレースとなった1月の立川競輪G3で記念競輪を初優勝すると、6月に前橋競輪場で開催された第62回高松宮記念杯競輪決勝では最終ホームから一気に捲り切り、そのまま押し切ってG1初優勝をデビュー最短記録更新で飾り（684日目で従来は吉岡稔真）、1990年代生まれ平成生まれ初のタイトルホルダーとなった。これにより出場権を獲得したKEIRINグランプリ2011では逃げて7着となっているが、このレースの下馬評では、村上義弘との新旧先行日本一対決となるというものであったのにもかかわらず、優勝した山口幸二のアシストに徹したとも取れる競走を行ったため、一部からは激しい批判が起きた。12月27日よりS級S班に昇班した。
2012年は2月に高知競輪場で開催された東西王座戦西王座戦で、内側に押さえ込まれ続けながらも最終4角で隙を突いて抜け出し、最終開催だったこのレース最後の優勝者となった。同年2月4日には通算100勝達成。その後も日本選手権競輪（熊本）・高松宮記念杯競輪（函館）・寬仁親王牌（弥彦）の決勝に進出し、年間獲得賞金上位（5位）でKEIRINグランプリ2012へ出場したが8着となる。
2013年の日本選手権競輪では、準決勝において後方からの捲りで立川競輪場の記録タイムを0.3秒縮めるバンクレコードを樹立した。翌日の決勝では2着となったが、その後の特別でも決勝での2着が続いてしまい、年間ではGI4回・GII1回で決勝2着という優勝まであと一歩のレースが多かった。しかし、そのうち2回のGIで師匠である金子貴志を優勝に導く走りを見せ、さらに同年はGIタイトル無冠ながらも年間獲得賞金は1億円を超え賞金ランキング1位となったことでKEIRINグランプリ2013への出場を決めた。そして、ここでも師匠の金子貴志をグランプリ優勝へと導く先行を見せ自身は6着となった。
2014年は日本選手権競輪（名古屋）の決勝で3着となった後、7月の寬仁親王牌（弥彦）の決勝で打鐘過ぎに前のインを突いて出ようとしたところで外から駆けてきた中川誠一郎の番手にはまり、最終バックからの番手捲りで3年ぶりに特別競輪を優勝した。さらに8月に松戸競輪場で行われたサマーナイトフェスティバルも優勝したが、9月のオールスター競輪（前橋）3日目優秀戦・シャイニングスター賞で先行する村上義弘を捲りきれず後退した際に浅井康太と接触し落車、左鎖骨を骨折し全治42日間と診断された。その後は手術を回避し、自然治癒での復帰を目指したものの回復が遅く、11月に小倉競輪場で行われる競輪祭を欠場。直後の岸和田G3か松戸G3での復帰を目指したが、最終的に年末に行われるKEIRINグランプリ2014へのぶっつけ本番での復帰を目指すことに落ち着いた。そして、グランプリで復帰したが、やはりブランクが大きな足かせとなり、まくり不発で8着に終わった。
2015年も前年の落車禍によって特別競輪の決勝に1度も進出することができず、目立った成績を残すことができなかったため、KEIRINグランプリへの出場を5年ぶりに逃し、S級S班からも陥落したが、4月2日には「Ｇ３・よさこい賞争覇戦」11R特選で勝利し、デビューから421走目で通算200勝を達成している。
2017年5月には、競輪とは別の、新田祐大が立ち上げた自転車競技チーム「Dream Seeker」への加入を発表した。その直後から再び今までの強さを取り戻し、最終的にはGI4回の決勝進出とGⅢ3回の優勝による年間獲得賞金上位（7位）で3年ぶりにKEIRINグランプリ2017へ出場した。結果は落車再乗の8着となったが、最終2センターまで先行し復活を印象付けた。
競技（ナショナルチームとしての活動）を優先し、2018年8月のGIオールスター競輪（いわき平）に出てからは競輪を長期欠場。復帰戦となった翌2019年4月川崎GIIIの次走、GI日本選手権競輪（松戸）で決勝進出を果たした。
2020年6月4日、2021年に行われる予定の2020年東京オリンピック自転車競技短距離種目の、第1補欠選手として内定した。

### 静岡支部へ移籍
2020年11月12日、自身のTwitterとブログで2021年1月1日付けでデビューより在籍していた愛知支部（中部）から静岡支部（南関東）へ移籍する事を発表した。そして11月15日、自身のTwitterで、元レースクイーンでモデルの安藤麻貴との入籍を公表した。
2021年10月25日、自転車競技日本代表から退き、自転車競技は引退することを表明。今後は国内の競輪に専念することとなった。同年11月5日、伊東競輪場のF1シリーズ『ジャパンカップ×HPCJC』S級初日特選12レースで通算300勝達成。
2023年9月18日、青森競輪場で開催された第39回共同通信社杯競輪で優勝。現在の静岡支部に移籍してからは初、そして2014年の寬仁親王牌以来9年ぶりの特別競輪（GII以上）制覇となった。同日時点での生涯獲得賞金は8億2047万6466円となり8億円を超えた。そして競輪祭終了時点で賞金6位となり、6年ぶりのKEIRINグランプリ出場を決めた。単騎戦となったKEIRINグランプリでは、最終バックから仕掛け、最後の直線ではいったん先頭に立つも、ゴール線寸前で松浦悠士に捕らえられ2着。
2024年10月6日、熊本競輪場開設74周年記念「G3火の国杯争奪戦」決勝戦で勝利し、21回目のG3優勝を通算400勝（1021戦目）で飾った。しかし競輪祭の準決勝で落車し、地元（静岡）で開催されるKEIRINグランプリ出走権を獲れず、S級S班の赤パンを1年で脱ぐこととなった。

2025年2月16日、静岡競輪場開設72周年記念GⅢ「たちあおい賞争奪戦」にて初日特選から3着、1着、2着とオール確定板で勝ち上がり決勝へ進出。決勝では番手に同地区のS級S班である岩本俊介を連れて、新山響平と眞杉匠のもがき合いで短くなった隊列を7番手から豪快に捲りきり、南関東ワンツーを決めて優勝を果たした。愛知支部から静岡支部に移籍後初の地元記念制覇となった。

## 主な獲得タイトルと記録
- 2011年 - 高松宮記念杯競輪（前橋競輪場）
- 2014年 - 寬仁親王牌・世界選手権記念トーナメント（弥彦競輪場）
- デビュー最短S級特進 - 56日
- デビュー最短GII優勝 - 524日（2010年ヤンググランプリ）※2021年に山口拳矢が更新[9]
- デビュー最短GI優勝 - 684日（2011年高松宮記念杯競輪）